# クラウディウ・ペトリラ
クラウディウ・アドリアン・ミハイ・ペトリラ（Claudiu Adrian Mihai Petrila、2000年11月7日 - ）は、ルーマニア・スンニコラウ・ロムン出身のサッカー選手。FCラピド・ブカレスト所属。ポジションはFW。

## クラブ経歴
2016年からCFRクルジュの下部組織で育成され、2018年12月8日、CSガズ・メタン・メディアシュとのリーグ戦でトップチームデビューを果たした。プロ1シーズン目の2018-19シーズンはトップチームで公式戦6試合に出場し、翌シーズンは17試合に出場した。
2020年10月5日、2020-21シーズン終了時までシェプシOSKスフントゥ・ゲオルゲにレンタル移籍することが発表された。
2023年7月31日、2023-24シーズンはFCラピド・ブカレストへレンタル移籍することが決定した。

## 代表経歴
2022年11月17日、スロベニア代表との親善試合にて、73分にデニス・ドラグシュとの途中交代でルーマニア代表デビューを飾った。